# ハリー・W・ヒル (駆逐艦)
|          | |
| 艦歴     | |
| 発注     | |
| 起工     | 1977年4月1日 |
| 進水     | 1978年8月10日 |
| 就役     | 1979年11月17日 |
| 退役     | 1998年5月29日 |
| その後   | 2004年7月15日に標的艦として沈没 |
| 除籍     | 1998年5月29日 |
| 性能諸元 | |
| 排水量   | 満載：7,800 トン |
| 全長     | 171.6 m (563 ft) |
| 全幅     | 16.8 m (55 ft) |
| 吃水     | 6.2 m (20 ft 6 in) |
| 機関     | COGAG方式、2軸推進 ゼネラル・エレクトリック LM2500 4基、80,000 shp |
| 最大速力 | 30 ノット （公式値） |
| 航続距離 | 6,000 海里 (11,000km、20ノット時) |
| 乗員     | 296名 |
| 兵装     | 54口径Mk.45 5インチ単装砲 2基 Mk.112 アスロック 8連装発射機 1基 Mk.29シースパローIBPDMS 8連装発射機 1基 Mk.15 20mmファランクスCIWS 2基 Mk.141 ハープーンSSM 4連装発射筒 2基 Mk.32 短魚雷3連装発射管 2基 |
| 航空機   | SH-60 シーホークLAMPSIII 2機 |
| モットー | Speed, Surprise, Success |

USSハリー・W・ヒル（USS Harry W. Hill, DD-986）は、アメリカ海軍の駆逐艦。スプルーアンス級駆逐艦の24番艦。艦名はハリー・W・ヒル提督に因む。

## 艦歴
ハリー・W・ヒルは1977年4月1日にミシシッピ州パスカグーラのインガルス造船所で起工し、1979年11月17日に就役した。
1982年11月下旬、ハリー・W・ヒルはソ連の空母ミンスクを追跡するためエンタープライズ戦闘群から分離された。ミンスクは最初の極東配備のためインド洋を通過中であり、アメリカ軍首脳部はかなりの関心を抱いていた。エンタープライズはミンスク追跡支援のため2名の諜報専門家をハリー・W・ヒルへ派遣した。ハリー・W・ヒルは1983年1月19日から20日にかけて再び戦闘群に合流した。
ハリー・W・ヒルは湾岸戦争における砂漠の盾作戦および砂漠の嵐作戦の一部として展開した。1991年1月14日、オマーン湾においてウィチタ級給油艦カンザスシティと衝突事故を起こす。報告ではこの事故による負傷者はいなかった。
1994年、ハリー・W・ヒルは乾ドックで注水後出渠する際に大きく破損した。事故は突風により艦体がドックに激突したもので、艦を支えるワイヤーが切れ乗組員2名が重傷を負った。艦は舵、スクリューおよび可変ピッチシステムに損害を被った。
ハリー・W・ヒルはその経歴の大半をサンディエゴを拠点とした。1998年5月29日に退役、同日除籍された。その後2004年7月15日に、リムパック2000での標的艦として沈められた。